# 東浅川駅
東浅川駅（ひがしあさかわえき）は、東京都八王子市大字上椚田（現在の東京都八王子市東浅川町）にあった日本国有鉄道中央本線の駅。大正天皇の葬儀にあたり、その陵墓である多摩御陵がある武蔵陵墓地近くに設けられた皇室専用の乗降施設であるため、正式には東浅川仮停車場（ひがしあさかわかりていしゃじょう）と称していた。
浅川駅（現在の高尾駅）より東1.1キロメートル地点にあった。近年では周辺の宅地化の進展により、同駅跡地に一般旅客駅の新設の要望が地元から出ている。

## 駅舎

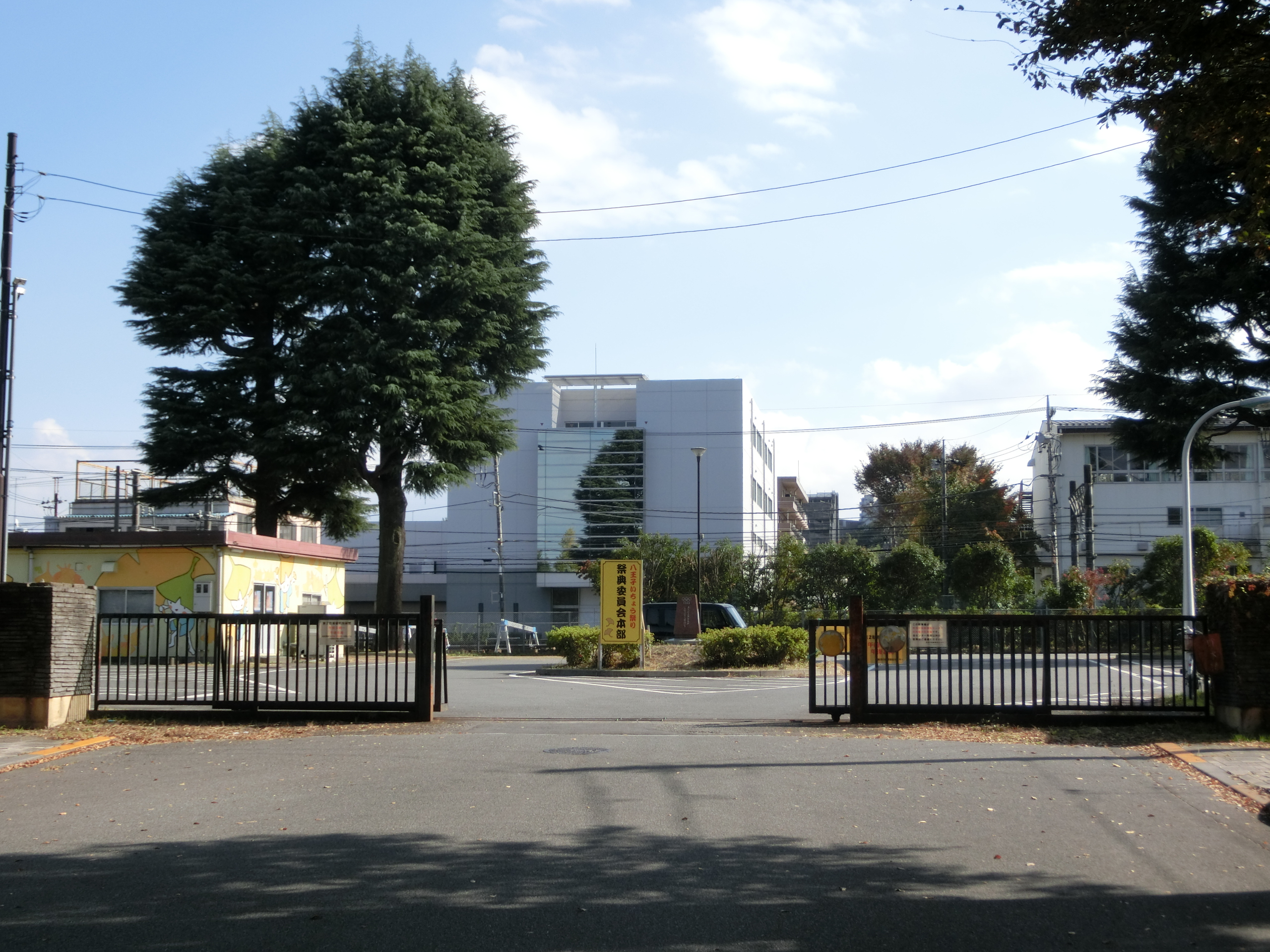
東浅川駅跡（2018年10月28日撮影）

社殿造の駅舎があった。昭和天皇が即位奉告などで多摩御陵、多摩東陵へ親拝する折には、原宿駅の宮廷ホームから当駅まで御召列車に乗ることが多かった。1960年（昭和35年）の駅廃止後は高尾駅が使われ、さらに平成以降、天皇は鉄道でなく御料自動車を使うようになった。
廃駅後の駅舎は八王子市の所有となり、「陵南会館」という集会施設として使われたが、1990年（平成2年）10月に過激派による爆弾テロ（八王子市陵南会館爆破事件）により焼失した。現在は線路を跨ぐ歩道橋を介して、南西側にある教育施設・東浅川保健福祉センターの第二駐車場として使用されているほか、陵南会館自体は、敷地内の駅舎跡地よりやや東京寄りの位置に簡素な平屋建て建築で再建され、建物には「八王子いちょう祭り」をイメージしたイラストが描かれている。
かつて新宿御苑仮停車場の駅舎だった、高尾駅の社寺風デザインの北口駅舎が、同駅の橋上駅舎化工事に伴って、当敷地内に移築保存される予定となっている。ただし移築位置などの詳細は未定であり、旅客駅新設要望への影響なども定かではない。

## 駅周辺
- 武蔵陵墓地（多摩御陵）
- 東京都道187号多摩御陵線 - 同駅跡から武蔵陵墓地までを結ぶ街道。
- 国道20号（甲州街道）
- 陵南公園
- 高尾警察署
- 八王子市立陵南中学校
- 東浅川保健福祉センター
- 東浅川公園

## 歴史
- 1927年（昭和2年）2月7日 - 鉄道省の仮停車場として開設[1]。2月8日の両日、大喪列車の到着に使用[1]。その後は必要に応じて開設。
- 1949年（昭和24年）6月1日 - 日本国有鉄道発足。
- 1960年（昭和35年）9月10日 - 廃止[1]。

## 隣の駅
日本国有鉄道
中央本線
西八王子駅 - 東浅川駅 - 浅川駅
上記は廃止当時の隣の駅である。当駅の開業当初は西八王子駅は未設置で、1939年（昭和14年）に設置された。また浅川駅はこの駅の廃止された翌年に高尾駅に改称した。